# Кочевски збор
Збор делегата словеначког народа, познат и под називом Кочевски збор, била је конференција одржана у Кочевју од 1. до 3. октобра 1943. године.
Одмах по капитулацији Италије септембра 1943. године, Ослободилачки фронт Словеније организовао је изборе на ослобођеној територији италијанске окупационе зоне у Словенији, Љубљанске покрајине. Делегати су током заседања 1-3. октобра 1943. изабрали законодавни орган од 120 посланика, познат као Словеначки народноослободилачки одбор (СНОО). Чланови СНОО-а су затим изабрали и послали своје представнике на Друго заседање АВНОЈ-а, које се одржало у Јајцу 29. новембра 1943. године.
СНОО је на заседању у Чрномљу 19. и 20. фебруара 1944. године преименован у Словеначко народноослободилачко веће (СНОВ). СНОВ је потврдио одлуке донесене на Другом заседању АВНОЈ-а и 5. маја 1945. године постао привремена влада федералне Словеније.